# Championnat d'Inde de football 1999-2000
Navigation
Saison suivante Saison suivante
La saison 1999-2000 du Championnat d'Inde de football est la quatrième édition du championnat national de première division indienne. Les douze meilleurs clubs du pays prennent part au championnat organisé par la fédération. Les équipes sont regroupées au sein d'une poule unique, où elles rencontrent leurs adversaires deux fois, à domicile et à l'extérieur. À l'issue du championnat, les deux derniers du classement sont relégués et remplacés par les deux meilleurs clubs de deuxième division.
C'est le club de Mohun Bagan qui remporte la compétition après avoir terminé en tête du classement final, avec six points d'avance sur Churchill Brothers SC et huit sur le tenant du titre, Salgaocar SC. C'est le deuxième titre de champion d'Inde de l'histoire du club après celui obtenu en 1998.

## Les clubs participants
| - JCT Mills - Kingfisher East Bengal - Salgaocar SC - Border Security Force - Promu de D2 - FC Kochin - Indian Telephone Industries SC | - Dempo SC - State Bank of Travancore - Promu de D2 - Churchill Brothers SC - Mahindra United - Mohun Bagan - Tollygunge Agragami |

## Compétition
Le classement est établi sur le barème de points classique (victoire à 3 points, match nul à 1, défaite à 0).

### Classement
| Rang | Équipe                         | Pts | J  | G  | N | P  | Bp | Bc | Diff |
| ---- | ------------------------------ | --- | -- | -- | - | -- | -- | -- | ---- |
| 1    | Mohun Bagan                    | 47  | 22 | 14 | 5 | 3  | 36 | 17 | +19  |
| 2    | Churchill Brothers SC          | 41  | 22 | 12 | 5 | 5  | 36 | 17 | +19  |
| 3    | Salgaocar SC T                 | 39  | 22 | 11 | 6 | 5  | 26 | 15 | +11  |
| 4    | FC Kochin                      | 34  | 22 | 9  | 7 | 6  | 27 | 21 | +6   |
| 5    | JCT Mills                      | 34  | 22 | 9  | 7 | 6  | 20 | 18 | +2   |
| 6    | Mahindra United                | 33  | 22 | 8  | 9 | 5  | 26 | 16 | +10  |
| 7    | Kingfisher East Bengal         | 32  | 22 | 8  | 8 | 6  | 25 | 21 | +4   |
| 8    | Tollygunge Agragami            | 26  | 22 | 6  | 8 | 8  | 18 | 27 | -9   |
| 9    | State Bank of Travancore P     | 24  | 22 | 7  | 3 | 12 | 20 | 34 | -14  |
| 10   | Indian Telephone Industries SC | 18  | 22 | 3  | 9 | 10 | 18 | 27 | -9   |
| 11   | Border Security Force P        | 17  | 22 | 4  | 5 | 13 | 9  | 23 | -14  |
| 12   | Dempo SC                       | 11  | 22 | 1  | 8 | 13 | 9  | 34 | -25  |

|  | Champion d'Inde 1999-2000                                                        |
|  | Relégation directe en deuxième division                                          |
|  | T: Tenant du titre C: Vainqueur de la Coupe d'Inde P: Promu de deuxième division |

## Bilan de la saison
| Championnat d'Inde de football 1999-2000                        |                        |
| Champion                                                        | Mohun Bagan (2e titre) |
| Coupes et trophées                                              |                        |
| Vainqueur de la Coupe d'Inde 1999-2000                          | Non disputée           |
| Promotions et relégations                                       |                        |
| Promus en Championnat d'Inde de football                        | Air India Club         |
| Promus en Championnat d'Inde de football                        | Vasco Sports Club      |
| Relégués en Championnat d'Inde de football de deuxième division | Border Security Force  |
| Relégués en Championnat d'Inde de football de deuxième division | Dempo SC               |